# Robert Creeley
Robert Creeley (* 21. Mai 1926 in Arlington, Massachusetts; † 30. März 2005 in Odessa, Texas) war ein amerikanischer Dichter und Autor von mehr als 60 Büchern. Er wird gewöhnlich den Black Mountain poets zugeordnet, obwohl seine Verstechnik sich von den Vertretern dieser Schule unterschied. Er war mit Charles Olson, Robert Duncan, Allen Ginsberg und John Wieners befreundet.

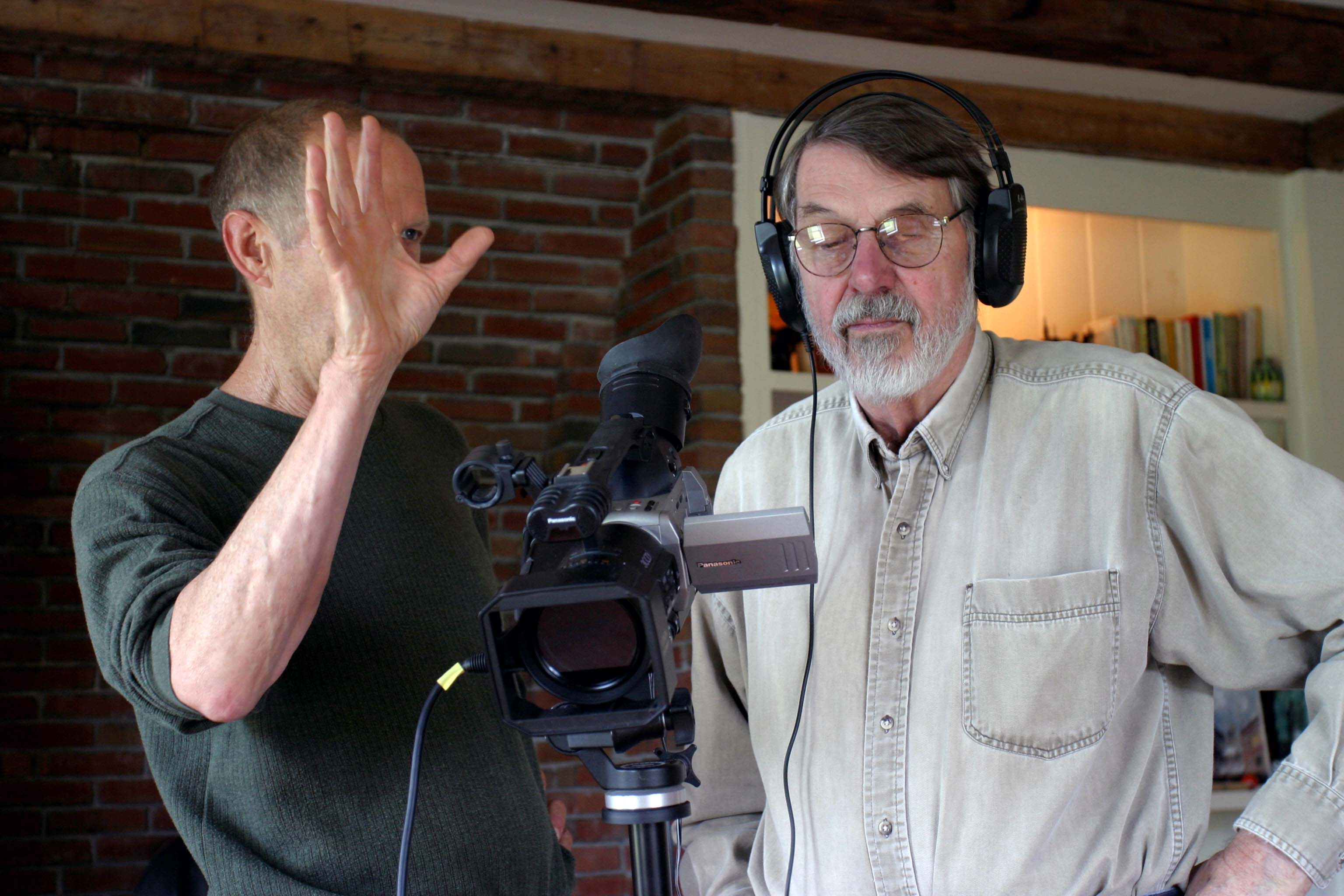
Robert Creeley und Allan Graham während der Aufnahmen zu „Add-Verse“ (2004), Foto Gloria Graham

Lange Jahre lehrt er in Buffalo (New York). Er lebte in Waldoboro (Maine), auf Mallorca, in Black Mountain in North Carolina, in Bolinas, CA, Buffalo, NY und in Providence (Rhode Island), wo er an der Brown University lehrte. Er bekam den Lannan Foundation Lifetime Achievement Award verliehen.

## Leben
Geboren wurde Creeley in Arlington, Massachusetts, im Großraum Boston. Er wuchs in Acton, nur wenige Kilometer nordwestlich von Boston im sozialistischen jüdisch-amerikanischen soziokulturellen Milieu auf, genauso wie der in einem Arbeiterviertel in Boston geborene, mit ihm befreundete Dichter Cid Corman. Creeley war Mitglied der Young Communist League und danach Mitglied von Progressive Citizens of America (PCA). PCA unterstützte die Präsidentschaftskandidatur von Wallace, der Vizepräsident unter Roosevelt war und den Kurs Trumans ablehnte, der zum Beginn des Kalten Kriegs beitrug. Ab 1943 besuchte er Harvard, unterbrach aber das Studium, um im American Field Service in Burma und in Indien 1944-5 zu dienen. 1946 kehrte er nach Harvard zurück. Fast zeitgleich konnte er, nachdem Cid Corman 1947 sein Radio-Programm für Dichtung in Boston startete, dort als einer der erste von Corman vorgestellten jungen Dichter seine Gedichte lesen. Weder die akademische Enge an der Harvard-Universität noch die Parteidisziplin der YCL und der PCA entsprachen seinen Vorstellungen von Emanzipation, sodass Creeley sowohl Harvard als auch der PCA den Rücken kehrte und wie Corman sein „Heil“ oder den Weg zur menschlichen (Selbst-)Emanzipation in der Dichtung suchte.
Der Ausweg nach Havard war zunächst ein eigenes Radioprogramm für Dichtung bei einem Lokalsender in St. Johnsbury, Massachusetts. Aber bald schon kam der literarisch sehr produktive Aufenthalt in Mallorca in den frühen 1950er Jahren, der in dem von Ernst Jandl übersetzten Roman The Island (Die Insel) einen Nachhall findet. Mallorca war auch der Ort, wo er den Verlag Divers Press gründete, der einen frühen Gedichtband Larry Eigners herausbrachte.
Die Eheprobleme, von denen auch der Roman The Island etwas spüren lässt, veranlassten Creeley 1953, das Angebot des Dichters und Rektors am Black Mountain College, Charles Olson, anzunehmen, als Lehrer für Dichtung an dieses College zu kommen. Hier erwarb Creeley auch seinen Bachelor-Grad im Jahr 1955. Das Black Mountain College war eine Inkubationsstätte der amerikanischen Avantgarde der zweiten Hälfte des 20. Jahrhunderts – ein Ort, der prägend war für Merce Cunningham, John Cage, Cy Twombly, Robert Rauschenberg, Stan Brakhage und eine Reihe junger Dichter, die Donald Allen 1960 in der bei Grove Press in New York erschienenen Anthologie New American Poetry vorgestellte. Die New American Poetry betitelte Anthologie versammelte Dichter, die mit dem Black Mountain College in Verbindung gebracht wurden, Westküsten-Dichter, deren Nähe zu älteren Dichtern wie Kenneth Rexroth und auch Robinson Jeffers ins Auge springt, und Dichter der New York School um Frank O’Hara, bei denen sich Anklänge an französische Lyrik – etwa von Paul Reverdy – finden. Bei allen sind Bezüge zu Ezra Pound und William Carlos Williams nachweisbar.
Creeley erwarb den Master-Grad 1960 an der University of New Mexico. Er lehrte an verschiedenen Hochschulen und wurde schließlich 1967 Professor für englische Literatur an der als „Black Mountain II“ von einigen Filmmachern wie Paul Sharits und eben auch von Creeley für kurze Zeit berühmt gemachten State University of New York at Buffalo.

## Werke (Auswahl)
- Le Fou. Golden Goose Press, Columbus, Ohio 1952.
- The Collected Essays of Robert Creeley. University of California Press, Berkeley 1989.

Übersetzungen
- The Immoral Proposition. Jonathan Williams, Karlsruhe-Durlach 1953.
- Mister Blue. Sechzehn Geschichten. Übersetzt von Klaus Reichert. Insel Verl., Frankfurt 1964.
- Die Insel. Roman. Insel, Frankfurt 1965. Übersetzer Ernst Jandl.
- Gedichte. Suhrkamp, Frankfurt am Main 1967, edition suhrkamp 227, amerikanisch und deutsch – übertragen und mit einem Nachwort versehen von Klaus Reichert
- Gedichte. Berlin, Literarisches Colloquium Berlin, 1984. LCB 75. Amerikanisch und deutsch – übersetzt von Michael Mundhenk.
- Gedichte. Aus dem Amerikanischen von Klaus Reichert. Residenz, Salzburg 1988. 343 S
- Mable. Eine Geschichte. Residenz, Salzburg 1989. Übers.: Erwin Einzinger.
- Die Goldgräber. Erzählungen. Aus dem Amerikanischen von Klaus Reichert. Residenz Verl., Salzburg 1992
- Hello. Ein Reisejournal. 29. Februar – 3. Mai 1976. Droschl, Graz 1992. Gedichte, zweisprachig. Übersetzer: Wilfried Prantner
- Autobiographie. Residenz, Salzburg 1993.
- Fenster. Neue Gedichte. Aus dem Amerikanischen von Klaus Reichert. Residenz Verl., Salzburg 1997
- Alles, was es für immer bedeutet. Gedichte. Aus dem Amerikanischen von Mirko Bonné. Jung und Jung, Salzburg und Wien 2006.

## Auszeichnungen
- 1987: Wahl zum Mitglied der American Academy of Arts and Letters[7]
- 1993: Horst-Bienek-Preis für Lyrik
- 2003: Wahl zum Mitglied der American Academy of Arts and Sciences[8]